# Ave sedentaria
Un ave sedentaria, en ornitología, es un ave que no hace migraciones estacionales. Las aves que sí migran son denominadas aves migratorias.
Para algunas especies, un ambiente favorable o disponibilidad de alimento, les permiten quedarse como especies sedentarias, hasta que alguna situación climática atípica o eventualidad en la disponibilidad de alimentos, causa un cambio semi-permanente. Por ejemplo, en inviernos muy rigurosos con poco acceso a comida, las aves migran a lugares más cálidos y se alimentan de forma oportunista.